# Endotelin
Endotelini su proteini koji koji sužavaju krvne sudove i povišavaju krvni pritisak. Njihov uticaj je normalno u balansu da drugim mehanizmima. Ukoliko dođe do njihovog prekomernog izražavanja, oni doprinose visokom krvnom pritisku (hipertenzija) i bolesti srca.
Endotelini sadrže 21 aminokiselinu. Njih prvenstveno proizvodi endotel. Oni su vazokonstrikujući peptidi koji imaju ključnu ulogu u vaskularnoj homeostazi. Budući da su međi najjačim poznatim vazokonstriktorima, pokazano je da endotelini mogu da budu uzročnici vaskularnih oboljenja nekoliko organskih sistema, što obuhvata srce, opštu cirkulaciju i mozak.

## Izoforme i distribucija po organima
Poznate su tri izoforme (ET-1, -2, -3) sa različitim regionima izražavanja, i dva ključna tipa receptora,  i .
- receptori su nađeni u glatkim mišićnim tkivima krvnih sudova. Vezivanje endotelina za  uvećava vazokonstrikciju (kontrakciju zidova krvnih sudova) i zadržavanja natrijuma, što dovodi do povišenja krvnog pritiska.[3]
- je prvenstveno lociran na endotelnim ćelijama koje pokrivaju unutrašnjost krvnih sudova. Kad se endotelin veže za  receptore, dolazi do oslobađanja azot oksida (endotelni faktor relaksacije), natriureze i diureze (proizvodnje i eliminacije urina), i mehanizama koji snižavaju krvni pritisak.
- Oba tipa ET receptora su nađena u nervnom sistemu, gde posreduju neurotransmisiju i vaskularne funkcije.[4]

### Mozak i nervi
Receptori za endotelin su široko izraženi u telu. Oni su prisutni u krvnim sudovima i ćelijama mozga, horoidnom pleksusu i perifernim nervima. Kad je primenjen direktno na mozak pacova u pikomolarnim količinama kao eksperimentalni model moždanog udara, endotelin-1 uzrokuje snažnu metaboličku stimulaciju i epileptičke napade sa znatnim sniženjem dotoka krvi do tih moždanih regiona. Oba efekta su posredovana kalcijumskim kanalima.

## Literatura
1. ↑  Agapitov AV, Haynes WG (2002). „Role of endothelin in cardiovascular disease”. J Renin Angiotensin Aldosterone Syst. 3 (1): 1—15. PMID 11984741. doi:10.3317/jraas.2002.001.
2. ↑  Schinelli S (2006). „Pharmacology and physiopathology of the brain endothelin system: an overview”. Curr. Med. Chem. 13 (6): 627—38. PMID 16529555. doi:10.2174/092986706776055652.
3. ↑  Hynynen MM, Khalil RA (2006). „The vascular endothelin system in hypertension--recent patents and discoveries”. Recent Pat Cardiovasc Drug Discov. 1 (1): 95—108. PMC 1351106 . PMID 17200683. doi:10.2174/157489006775244263.
4. ↑  Barnes K, Turner AJ (1997). „The endothelin system and endothelin-converting enzyme in the brain: molecular and cellular studies”. Neurochem. Res. 22 (8): 1033—40. PMID 9239759. doi:10.1023/A:1022435111928.
5. ↑  Gross PM, Zochodne DW, Wainman DS, Ho LT, Espinosa FJ, Weaver DF (1992). „Intraventricular endothelin-1 uncouples the blood flow: metabolism relationship in periventricular structures of the rat brain: involvement of L-type calcium channels”. Neuropeptides. 22 (3): 155—65. PMID 1331845. doi:10.1016/0143-4179(92)90158-S.

## Spoljašnje veze
- Endothelins на 